# 阿妈阿德

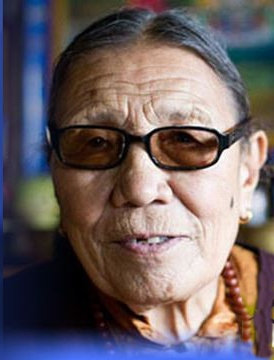
阿妈阿德

阿妈阿德（Ama Adhe，1932年—2020年8月3日），藏族人，中国大陆前政治犯。
阿妈阿德出生于西康省梁茹（现为四川省甘孜藏族自治州新龙县），早年为牧民。中华人民共和国成立后，她于1958年在反抗政府的活动中被捕入狱。同时，她还失去了父亲、丈夫、儿子等亲人。此后她入狱近三十年。据其本人的描述，她在狱中曾受到酷刑虐待。
1985年，阿妈阿德在邓小平执政期间被释放。后赴印度达兰萨拉居住。获释后，她最初支持西藏独立，但后来改为支持十四世达赖喇嘛提出的“中间道路”。